# Patrick Stewart (militare)
Patrick Dana Stewart (Reno, 21 ottobre 1970 – Provincia di Zabul, 25 settembre 2005) è stato un militare statunitense.

## Biografia
Patrick Stewart nacque il 21 ottobre 1970 a Reno, in Nevada, dove terminò gli studi presso il Washoe High School.
Prima della sua morte risiedeva a Fernley, in Nevada, professava la religione wiccana e si era sposato il 22 novembre 2003 con il medico Roberta Stewart, da cui ha avuto un figlio, Raymond, e una figliastra, Alexandria Maxwell.

### Servizio militare, morte e sepoltura
Nel 1989, poco dopo il liceo, si arruolò volontario nell'Esercito degli Stati Uniti, dove aveva servito nella guerra del Golfo e in Corea fino al 1996, quando si congedò dal servizio attivo. Nel 2002 si arruolò nella Guardia Nazionale dell'Esercito del Nevada e ai primi del 2005, con il rango di sergente, partecipa alla guerra in Afghanistan nell'ambito dell'Operazione Enduring Freedom. Il 25 settembre dello stesso anno, all'età di 34 anni, rimase ucciso in combattimento quando il suo elicottero CH-47 Chinook venne abbattuto nella Provincia di Zabul da un razzo RPG-7 sparato dai Talebani mentre stava rientrando alla base.
Fu sepolto presso il Cimitero Memoriale dei Veterani del Nevada Settentrionale, e particolare risonanza ebbe alcune circostanze relative alla sua sepoltura: per la prima volta nella storia fu infatti rappresentato un simbolo wiccan su una placca commemorativa militare.

## Controversie sul pentacolo
Dopo la morte del soldato ebbero inizio alcune controversie per il fatto che il Dipartimento degli Affari dei Veterani degli Stati Uniti avesse rifiutato di apporre il pentacolo neopagano sulla lapide nonostante la costernazione della vedova del militare, Roberta Stewart. Il Dipartimento degli Affari dei Veterani e la legata Amministrazione Nazionale Cimiteriale proibiscono l'apposizione sulle tombe di qualsiasi simbolo religioso non riconosciuto dal catalogo ufficiale. La Wicca, religione seguita da Patrick Stewart, utilizza come simboli principali la Tripla Luna e il pentacolo, simboli che nel 2005 non erano ancora inclusi nell'elenco.
Roberta Stewart, alla luce del rifiuto da parte delle autorità, commentò che: "le libertà sono ciò per cui si deve sempre combattere". In seguito ad una funzione liturgica wiccana non ufficiale (in quanto allora come oggi al clero wiccano non è consentito l'accesso ai cimiteri dei veterani), la moglie del soldato piazzò sulla tomba del marito, rimasta senza alcuna targa, una corona blu con un pentacolo bianco centrale la quale riportava il nome dell'uomo e le date di nascita e morte.
Il 27 maggio 2006 l'Associated Press riportò come "nel corso degli anni, le famiglie hanno avuto la possibilità di utilizzare simboli religiosi quali il Maghen David ebraico, la croce cristiana, la mezzaluna islamica per onorare la memoria dei cari attraverso pietre tombali che ne rappresentassero la fede. Il simbolo che rispecchi la religiosità del sergente Patrick Stewart è il pentacolo wiccano, ma di tutti i simboli e religioni riconosciute dal Dipartimento degli Affari dei Veterani, la Wicca e il suo emblema, una stella a cinque punte inscritta in un cerchio, non sono permessi". In accordo alla regola, infatti, solo i simboli allora riconosciuti dal catalogo potevano essere utilizzati sulle placche memoriali.
Reverenda Selena Fox, una delle autorità principali del Santuario del Cerchio, importante Chiesa wiccana di Barneveld, nel Wisconsin, è tra coloro (tra cui si ricordi anche Lady Amythyst) che lottarono contro le decisioni del governo federale per permettere il riconoscimento del simbolo. Fox affermò che "gli Affari dei Veterani stanno ignorando le richieste da parte delle famiglie neopagane da più di nove anni. Mentre queste controversie non trovano una soluzione definitiva, decine di famiglie di soldati sacrificatisi per questo Paese stanno ancora aspettando per vedere rispettati i propri diritti".
John Whitehead, presidente del Rutherford Institute, il 5 giugno 2006 scrisse sul suo editoriale del sito web di Christianity Today che "anche se il nostro Paese fu fondato su basi ideologiche giudaicocristiane, gli autori della costituzione compresero la necessità di dotare tutti di libertà religiosa, non riservarla unicamente ai cristiani. In altre parole, se i cristiani si dichiarano sostenitori della libertà dovrebbero dimostrarlo rispettando e lottando per i diritti di altre religioni".
Il 13 settembre 2006 l'attorney general dello Stato del Nevada dichiarò che il governo dello Stato aveva giurisdizione sui cimiteri dei veterani, incluso il Cimitero Memoriale dei Veterani del Nevada Settentrionale, dove le spoglie di Patrick Stewart erano state riposte. Gli ufficiali di Stato permisero l'uso della placca con il simbolo wiccano, il quale fu installato sulla lapide nel fine settimana tra il 18 e il 19 novembre 2006. Il 23 aprile 2007 il Dipartimento degli Affari dei Veterani aggiunse il simbolo del pentacolo al catalogo ufficiale dei simboli religiosi riconosciuti.